# Diplycosia gracilipes
Diplycosia gracilipes är en ljungväxtart som beskrevs av J. J. Smith. Diplycosia gracilipes ingår i släktet Diplycosia och familjen ljungväxter. Inga underarter finns listade i Catalogue of Life.